# Ерин Груел
Ерин Груел (на английски: Erin Gruwell) е американска учителка, известна с уникалния си подход на преподаване, който води до публикуването на „Гласове на свободата: Как учител и 150 тийнейджъри използваха писането, за да променят себе си и света около тях“ (1999). Филмът от 2007 г. „Гласове на свободата“ и документалният филм на PBS от 2019 г. „Гласове на свободата: Истории от сърцето“ са базирани на нейната история.
Груел бива един невероятно влиятелен учител, който не само че преподава на учениците си, но и осигурява тяхната безопасност. По време на преподаването си тя бива вдъхновение за тях да постигнат успех, като им дава насоки и бива моделът за подражание, от който се нуждаят. 

## Образование
Ерин Груул е родена на 15 август 1969 г. в Глендора, Калифорния в семейството на Стивън Дъглас Грууел, официален бейзболен разузнавач на „Анахаймските ангели“, и Сандра Фей Алея. Родителите ѝ се развеждат, когато тя все още е дете.
Завършила е гимназия в Ла Верн, Калифорния, и Калифорнийския университет в Ървайн, където получава награда за отличени възпитаници.
Магистърската си степен и придобива от Калифорнийския държавен университет, Лонг Бийч, където отново е отличена като отличен възпитаник.
Първоначалното намерение на Ерин е да отиде в юридическия факултет, за да стане адвокат, а не учител. След като гледаше размириците в Лос Анджелис през 1992 г. в новините обаче, тя решава да промени професията си на учител, защото вярва, че образованието има по-голямо значение. За този период от живота си, тя споделя: „Мислех, Боже, щом защитиш дете в съдебната зала, битката вече е загубена. Смятам, че истинските битки трябва да се случват тук, в класната стая.“

## Кариера
Грууел започва да преподава през 1994 г. в гимназията Удроу Уилсън в Лонг Бийч, Калифорния. В училището се обучават ученици с ниски резултати. Един ученик, момче на име Шарауд, например, се е бил прехвърлил в Уилсън от друга гимназия, където се твърди, че е заплашил учителя си с пистолет. Няколко месеца след учебната година обаче един от другите ѝ ученици предава бележка, изобразяваща Шарауд (афроамериканец) с изключително големи устни. Груел казва на учениците си, че именно рисунки като тази са довели до Холокоста. Посрещната е от неразбиращи погледи – никой от учениците ѝ не е чувал Холокоста, един от определящите моменти на 20 век. Именно по тази причина, Груел води учениците си да гледат Списъкът на Шиндлер, както и им купува книги за това събитие (според филма – „Дневникът на Анне Франк“) със собствените си пари. Накрая, тя кани гост-лектори, преживели Холокоста. 
Грууел достига до своите ученици, чрез сравнения близки до тях. Например, сравнява семейната вражда в Ромео и Жулиета с битка между две враждебни банди. Освен това, Груел кара учениците си да водят дневници и видеа за нелеките си животи. Освен това, четенето за нея е изключително важно затова, освен „Дневникът на Анне Франк“, кара учениците си също да четат „Дневникът на Злата“ и „Нощ“.
Воденето на дневници се превръща в утеха за много от учениците и те, някога отказвали да комуникират със съучениците си от друга раса, стават едно семейство, свързано чрез своите сходни преживявания и трудности.
През есента на 1995 г. Грууел дава на всеки от своите ученици пълна торба с книги и ги кара да вдигнат тост за промяна. Тя вижда един истински обрат в тях – всеки един „глас на свободата“ завършва гимназия и започва да посещава колеж. 

### След преподаването
През 1998 г., след като преподава само четири години, Груел напуска гимназията Уилсън и става уважаван учител в резиденцията в Калифорнийския държавен университет, Лонг Бийч. По-късно основава Фондацията на гласовете на свободата, която се стреми да разпространи използвания от Груел метода за водене на дневници из цялата страна.
„Дневникът на гласовете на свободата“ е книга от 1999 г., написана от самите ученици, с предговор на Ерин Груел. Той е в основата на филма от 2007 г. „Гласове на свободата“ с участието на Хилари Суонк, а Грууел е обект на документалния филм за PBS за 2019 г. „Гласове на свободата: Истории от сърцето“.
Груел е също така и автор на автобиографичен разказ за своите преживявания, озаглавен „Преподавай със сърцето си: Уроци, които научих от гласовете на свободата“, публикуван по същото време като излизането на филма.